# 毛线小精灵2
《毛线小精灵2》是一款由瑞典工作室Coldwood Interactive开发，EA发行的平台解谜游戏，于2018年6月9日发行于Microsoft Windows、PlayStation 4和Xbox One平台。游戏以两个纱线制成的小型拟人生物雅尼为中心，是2016年发行的《毛线小精灵》的续作。

## 游戏玩法
与初代游戏不同，《毛线小精灵2》包含单人及本地合作模式。游戏以两个雅尼为中心，可由单个或两个玩家控制。它们必须合作来解决难题及操纵世界。游戏的主要故事情节设定定在一个岛上，额外挑战模式将会提高难度。

## 开发
2016年5月，EA宣布《毛线小精灵》的开发商Coldwood Interactiv已签署了下一款游戏的发行协议。这款游戏后来被确认为《毛线小精灵2》。
2018年6月9日，在E3 2018的新闻发布会上，EA宣布《毛线小精灵2》将在同日发行。

## 评价
根据汇总媒体Metacritic的统计，游戏发行后受到了“普遍好评”。